# 滕霄 (弘治進士)
滕霄（1474年—？），字子沖，號九川，福建建安縣人，濟陽衛軍籍。明朝政治人物。

## 生平
弘治五年（1492年）壬子科順天府鄉試第十六名舉人。弘治十五年（1502年）中式壬戌科會試第十七名，二甲第十四名進士。三月改庶吉士，十七年十月授编修，参与纂修《孝宗实录》，正德四年（1509年）五月升修撰，十一年五月升司经局洗马兼编修。

## 家族
曾祖滕文壽；祖父滕鉞；父滕琮，聽選官。母陳氏。重庆下。弟雲、漢、霁。